# Куп домаћих нација 1905.
Куп домаћих нација 1905. (службени назив: 1905 Home Nations Championship) је било 23. издање овог најелитнијег репрезентативног рагби такмичења Старог континента.
Велс је освојио Гренд слем, а исте године је био и једини тим који је успео да победи Ол блексе.

## Такмичење
Велс - Енглеска 25-0
Шкотска - Велс 3-6
Ирска - Енглеска 17-3
Шкотска - Ирска 5-11
Велс - Ирска 10-3
Енглеска - Шкотска 0-8

## Табела
|   | Селекција                     | ИГ | Д | Н | И | ПД | ПП | ПР  | Б |  |
| - | ----------------------------- | -- | - | - | - | -- | -- | --- | - |  |
| 1 | Рагби репрезентација Велса    | 3  | 3 | 0 | 0 | 41 | 6  | +35 | 6 |  |
| 2 | Рагби репрезентација Ирске    | 3  | 2 | 0 | 1 | 31 | 18 | +13 | 4 |  |
| 3 | Рагби репрезентација Шкотске  | 3  | 1 | 0 | 2 | 16 | 17 | -1  | 2 |  |
| 4 | Рагби репрезентација Енглеске | 3  | 0 | 0 | 3 | 3  | 50 | -47 | 0 |  |